# 24277 Schoch
24277 Schoch este un asteroid din centura principală de asteroizi.

## Descriere
24277 Schoch este un asteroid din centura principală de asteroizi. A fost descoperit pe 10 decembrie 1999 la Socorro, New Mexico, în cadrul proiectului LINEAR. Asteroidul prezintă o orbită caracterizată de o semiaxă mare de 2,28 ua, o excentricitate de 0,17 și o înclinație de 4,4° în raport cu ecliptica.